# La dodicesima carta
La dodicesima carta è il sesto libro di Jeffery Deaver dedicato al criminologo tetraplegico Lincoln Rhyme, uscito in Italia nel 2005.

## Trama
La narrazione inizia in una biblioteca, dove una giovane afroamericana, Geneva Sattle, stava leggendo una rivista dell '800, per scoprire qualcosa di più sul conto di un suo antenato. Ma un misterioso individuo, Thompson Boyd, tenta apparentemente di stuprarla, ma fallisce. Il caso è portato all'esame di Lincoln Rhyme, che spiega una caccia all'uomo fatta di sparatorie, piccoli indizi, rivelazioni sconvolgenti, come la scoperta della vera identità di Geneva e la comparsa di un misterioso personaggio, Jax, che poi si rivelerà essere il vero padre della ragazzina. Magistralmente scritta la figura dell'assassino, Thompson, che a tratti sembra avere una certa dose di umanità, ma non esiterà a sparare alla sua compagna, per mettersi in salvo.

## Edizioni
- Jeffery Deaver, La dodicesima carta, traduzione di Andrea Carlo Nappi, collana Romanzi e racconti, Sonzogno, 2005,  pp. 486, ISBN 88-454-1245-8.